# Lloyd LS-x
Die Lloyd LS-1 und LS-2 waren die ersten selbst entwickelten Flugzeuge der Ungarischen Lloyd Flugzeug- und Motorenfabrik. Es wurde jeweils nur ein Exemplar gefertigt.

## Lloyd LS-1
Unter Verwendung von DFW-Stahlrümpfen entwickelten die beiden Konstrukteure Heinrich Bier und Tibor Melczer einen neuen Flugzeugtyp, die LS-1 (Lloyd Stahlrumpf-1). Motorisiert war sie mit einem 145-PS-Hiero-Motor. Zur Anwendung kam auch ein neues Motor-Kühlungssystem mit Durchströmungsröhrchen. Dieses System war später bei den Franzosen als Lamblin-Kühler bekannt.
Das Tragflächenprofil war ein weniger gewölbtes Zsélyi-Flügelprofil.
Nach dem Einfliegen wurde das Flugzeug zum 3. Flugmeeting im Jahr 1914 am Flugplatz Aspern in Wien angemeldet. Dabei wurden drei Höhenweltrekorde aufgestellt:
- 21. Juni 1914 – 4120 m Höhe mit zwei Passagieren
- 25. Juni 1914 – 5600 m Höhe mit einem Passagier
- 27. Juni 1914 – mit einem Passagier: Der Rekord vom 25. Juni wurde auf 6170 m verbessert.
- 28. Juni 1914 – mit zwei Passagieren: Der Rekord vom 21. Juni wurde auf 5440 m verbessert.

Nach Ausbruch des Ersten Weltkriegs wurde das Flugzeug, nachdem bei den Flugzeugen Lohner Typ B und Lohner Typ C Flügelbrüche aufgetreten waren, zugelassen und gelangte gemeinsam mit den ersten Lloyd-Serienmaschinen an die Front. Im Buch von István Dobos Mit dem Flugzeug an die Front wird von zwei Typen von Lloyd-Flugzeugen gesprochen. Der kleine Lloyd hatte einen 120-PS-Motor von Austro-Daimler, während der große Lloyd, die LS-1, mit dem Hiero-Motor mit 145 PS ausgerüstet war.
Im Laufe des Jahres bekam die LS-1 bei Aufklärungseinsätzen einige Einschüsse in die Tragflächen. In diesem Zustand kam sie in die Fabrik zurück und wurde im Jahr 1917 auf der aviatischen Kriegsausstellung in Budapest ausgestellt. Im Katalog der Ausstellung wird erwähnt, dass Heinrich Bier mit diesem Flugzeug vier Höhenrekorde in Aspern aufstellte, von denen zu diesem Zeitpunkt zwei noch Gültigkeit hatten.
Das Flugzeug ist im Budapester Verkehrsmuseum ausgestellt. Es trägt als erstes Versuchsflugzeug der ungarischen Flugzeugfabrik das Kennzeichen 40.01.

## Lloyd LS-2
Die Lloyd LS-2 war ebenfalls eine Entwicklung der ungarischen Lloyd Flugzeug- und Motorenfabrik, die nur als Prototyp existierte, aber auch Kampfeinsätze im Ersten Weltkrieg flog. Entwickelt wurde sie ebenfalls von Bier und Melczer.
Sie hatte wie die LS-1 einen Stahlrumpf der Firma DFW. Die beiden Sitzöffnungen der LS-1 wurden zu einem Cockpit zusammengelegt; der Rumpf war etwas kürzer. Als Motor wurde ein Austro-Daimler mit 165 PS verwendet. Im Gegensatz zur LS-1 hatte sie nur eine standardmäßige Wasserkühlung.
Während des Einfliegens erlitt die Maschine einen Fahrwerksbruch. Dieser konnte im Werk repariert werden, danach kam das Flugzeug sofort in den Fronteinsatz nach Montenegro zur Fliegerkompanie 6 der K.u.k. Luftfahrtruppen. Einer der Piloten war der erfahrene Testpilot von der OEFFAG Julius Arigi. Die Maschine ging vermutlich im Einsatz verloren.

## Technische Daten
| Kenngröße             | LS-1 (B-Prototyp 40.01)                   | LS-2 (C-I Prototyp 40.02)                 |
| --------------------- | ----------------------------------------- | ----------------------------------------- |
| Konstrukteure         | Heinrich Bier, Tibor Melczer              | Heinrich Bier, Tibor Melczer              |
| Stückzahl             | 1                                         | 1                                         |
| Besatzung             | ein Pilot und ein Beobachter/Passagier    | ein Pilot und ein Beobachter/Passagier    |
| Länge                 | 8,90 m                                    | 8,30 m                                    |
| Spannweite            | 14,4 m / 13,8 m                           | 14,6 m / 13,8 m                           |
| Höhe                  | 3,20 m                                    | 3,20 m                                    |
| Flügelfläche          | 40,70 m²                                  | 37,56 m²                                  |
| Leermasse             | 810 kg                                    | 880 kg                                    |
| max. Startmasse       | 1060 kg                                   | 1250 kg                                   |
| Höchstgeschwindigkeit | 150 km/h                                  | 150 km/h                                  |
| Gipfelhöhe            | 6000 m                                    | 4200 m                                    |
| Reichweite            | 600 km                                    | 700 km                                    |
| Antrieb               | wassergekühlter Sechszylinder-Reihenmotor | wassergekühlter Sechszylinder-Reihenmotor |
| Triebwerkstyp         | Hiero-Motor, 145 PS (ca. 110 kW)          | Austro-Daimler 6; 165 PS (ca. 120 kW)     |
| Bewaffnung            | –                                         | –                                         |